# مطرانية الروم الأرثوذكس في بيروت
مطرانية الروم الأرثوذكس في بيروت هي إحدى الأبرشيات التسعة عشر التابعة لبطريركية أنطاكية وسائر المشرق للروم الأرثوذكس، ويقع مقرها في كاتدرائية القديس جاورجيوس للروم الأرثودكس بالقرب من ساحة النجمة في العاصمة بيروت بلبنان، والتي بُنيت على أنقاض كنيسة أنيستسي الرومانية القديمة، وتُعدّ الكاتدرائيّة واحدة من أقدم الكنائس الموجودة في بيروت. يترأس مطرانية بيروت وتوابعها للروم الارثوذكس المطران الياس عوده.

## لمحة تاريخية
تأسست مطرانية الروم الأرثوذكس في بيروت، وفقًا للروايات الشفهية المحلية، على يد كوارتوس الرسول أحد السبعين رسولاً.

## الخدمات
تخدم المطرانية منطقة العاصمة اللبنانية بيروت وبلدة سوق الغرب، وقد اختلفت حدود المناطق التابعة لمطرانية عبر القرون مع تغير السكان الأرثوذكس الشرقيين، فكانت منطقة جبل لبنان في بعض الحقب التاريخية تابعة أيضًا لمطرانية بيروت. تتألف المطرانية من إحدى عشرة رعية وجماعتين رهبانيتين نسائيتين، ويرعى المطرانية ثمانية عشر كاهنًا وأربعة شمامسة. وإلى جانب دورها الديني، تُقدم المطرانية بعض الخدمات الاجتماعية فدعم المستشفى العام الذي يحتوي على 300 سريرًا، ومستشفى القديس جاورجيوس الذي تأسس في عام 1878، ودار رعاية المسنين، وثلاثة مستوصفات، وتُقدّم المطرانية هذه الخدمات الاجتماعية والتعليمية للسكان اللبنانيين بغض النظر عن وضعهم الديني أو العرقي أو الإثني. وقد سمحت الحكومة اللبنانية في 16 مايو/أيار عام 2018 لمطرانية الروم الأرثوذكس في بيروت بإنشاء جامعة تابعة للمطرانية تحت اسم جامعة القديس جاورجيوس في بيروت.
تقوم جوقة بيروت بقيادة مارسيل خوري بإحياء الاحتفالات وإقامة القداس في الكنيسة.

## حادث مرفأ بيروت
تعرض المقر التراثي القديم لمطرانية الروم الأرثوذكس في بيروت للضرر نتيجة الانفجارات التي وقعت في مرفأ مدينة بيروت في الرابع من أغسطس/آب عام 2020، والتي أدت إلى تهشيم زجاج المطرانية وتحطيم أجزاء من مباني وأثاث المطرانية.